# Juan Carlos Sánchez (El Muerto)
Juan Carlos Estrada Sánchez, o el «El Muerto», es un personaje ficticio del Universo Marvel, quien como gladiador mexicano, es un enmascarado del ring de lucha libre. Juan Carlos es nacido en Magdalena de Kino Sonora, México, hijo del luchador Marcus Estrada de la García, graduado de la escuela secundaria y en la escuela de lucha libre. 
Tiene el pelo negro y ojos de color avellana, pero su identidad es secreta. Su estatura es de 6¨ 2” y 240 libras de peso. No cuenta con poderes extraordinarios ni goza de tecnología que eleve sus capacidades, aunque su máscara, le da al portador, sólo lo necesario para ganar un combate cuerpo a cuerpo, incluyendo una fuerza extraordinaria y resistencia al dolor. Suele comunicarse principalmente en español, y no habla un inglés fluido.

## Biografía
El muerto fue presentado como un luchador poderoso, cuya máscara le otorga una fuerza sobrehumana y resistencia quien puede levantar hasta 30 toneladas, y ha aparecido en dos números de Spider-Man, en el folleto # 6 y también en el #7 de la serie "Friendly Neighborhood Spider Man", como un luchador místico cuya máscara y poderes han pasado de generación en generación, siendo su padre Marcus Estrada de la García, de quien le transmitió dicho legado. Sin embargo, para demostrar que son dignos de continuar la leyenda de “El Muerto”, los herederos de tales poderes, debe enfrentarse al poderoso “Dorado”, en un ritual, casi mortal.
Juan Carlos Sánchez fue entrenado por su padre Marcus Estrada, para ser el próximo “Muerto”. Juan Carlos no quería  ser El Muerto y se negaba a luchar contra El Dorado en lucha de máscara contra máscara. Como castigo, “El Dorado” intentó matar a Sánchez, pero, Marcus intentó detener a El Dorado, aunque fue derrotado, perdiendo así su vida. Sin embargo, esa valentía, le valió a Sánchez un período de gracia de diez años, mismo tiempo que utilizó para entrenar. Al final de ese tiempo, Sánchez ahora capacitado y con la identidad de El Muerto, tendría que derrotar y desenmascarar a un héroe enmascarado, o “El Dorado” vendría de nuevo por él.
Después de éstos 10 años de luchar en los encordados, el Muerto, viajó a Nueva York, para ponerse en contacto con J. Jonnah Jameson convencerlo para que organice una pelea de beneficencia contra Spider-Man y, ganarse así lo que le pertenece por herencia; de lo contrario El Dorado, podrá clamar por su vida.
Spider-Man confiaba en que derrotaría fácilmente a El Muerto. Sin embargo, el asunto cambió pues fue el Muerto el que casi desenmascara a Spider-Man, pero en plena lucha Spider-Man aguijoneó al Muerto inyectándole un veneno paralizante. Spider-Man rescató al Muerto del hospital, cuando el Dorado vino a reclamar su vida. El Muerto después ayudó a Spider-Man a derrotar al Dorado, disolviendo entre ambos la armadura de oro del gladiador sobrenatural, dejándolo vulnerable a las lesiones. Derrotado, El Dorado logró escapar y huyó antes de que lo derrotaran definitivamente.
El Muerto está registrado en los archivos de la Guerra Civil  como ciudadano extranjero.

## Película
Una película de "El Muerto" estaba anunciada su aparición. El estreno, estaba anunciado para el 12 de enero de 2024, como personaje de Marvel, y parte del universo Spider-Man de Sony. Este estreno ha dejado expectantes a muchos, principalmente porque el cantante puertorriqueño Bad Bunny iba a ser el encargado de darle vida al villano inspirado en la lucha libre mexicana. Bad Bunny quien es amante de la lucha libre profesional desde pequeño, ya ha estado en los cuadriláteros, debutando en el evento WrestleMania 37 de la empresa WWE, considerado el más importante de dicha industria.